# Teresa Kulak
Teresa Maria Kulak (ur. 16 października 1941 w Donaborowie k. Kępna) – polska historyk specjalizująca się w historii Polski i historii powszechnej XIX i XX wieku, polskiej myśli politycznej XIX i XX wieku, dziejach Śląska XVIII–XX wieku oraz historii Niemiec, nauczyciel akademicki związana z Uniwersytetem Wrocławskim i Uniwersytetem Opolskim.

## Życiorys
Córka Bronisława. Po ukończeniu szkoły średniej oraz uzyskaniu świadectwa dojrzałości studiowała w latach 1962–1967 historię na Uniwersytecie Wrocławskim. Po otrzymaniu tytułu magistra pracowała przez rok w Bibliotece Uniwersyteckiej, a następnie w Zakładzie Historii Sztuki Polskiej Akademii Nauk.
W 1970 została pracownikiem Instytutu Historycznego Uniwersytetu Wrocławskiego. W tym okresie interesowała się polską myślą polityczną przełomu XIX i XX wieku, pracując w zespole badaczy dziejów tego problemu pod kierunkiem prof. Henryka Zielińskiego. W 1975 uzyskała stopień naukowy doktora nauk historycznych na podstawie pracy pt. Antypolska propaganda dolnośląskich władz prowincjonalnych w latach 1922–1933. Po jej opublikowaniu w 1982 otrzymała nagrodę Ministra Edukacji Narodowej w kategorii najlepszych prac doktorskich. W 1988 odbyła kolokwium habilitacyjne, na podstawie rozprawy nt.: Jan Ludwik Popławski 1854–1908. Biografia polityczna, za którą otrzymała w 1990 również nagrodę MEN. W 1989 uzyskała stanowisko docenta, a w 1992 stanowisko profesora nadzwyczajnego. Ostatnim szczeblem jej kariery naukowej było otrzymanie w 1997 roku stanowiska profesora zwyczajnego po uzyskaniu w tym samym roku od prezydenta RP Aleksandra Kwaśniewskiego tytułu profesora nauk humanistycznych.
W latach 90. XX wieku związała się z Instytutem Historii Uniwersytetu Opolskiego. Na swojej macierzystej uczelni pełniła od 1984 funkcję wicedyrektora Instytutu Historycznego do spraw dydaktycznych. W 1990 została kierownikiem Śląskoznawczego Studium Doktoranckiego przy Wydziale Nauk Historycznych i Pedagogicznych Uniwersytetu Wrocławskiego. Przez trzy kadencje zasiadała w senackiej komisji do spraw wydawnictw uniwersyteckich, pełniąc w ostatnich dwóch latach, 1995–1996 funkcję przewodniczącej tej komisji. Objęła także stanowisko kierownika Zakładu Historii Polski i Powszechnej XIX i XX wieku Instytutu Historycznego UWr., a w lutym 2010 została redaktorem naczelnym Śląskiego Kwartalnika Historycznego Sobótka. Weszła w skład prezydium Komitetu Nauk Historycznych Polskiej Akademii Nauk. Była wiceprezesem Polskiego Towarzystwa Historycznego. Z kolei na Uniwersytecie Opolskim została kierownikiem Katedry Krajów Europy Środkowo-Wschodniej. W 2013 przeszła na emeryturę.

## Dorobek naukowy
Zainteresowania badawcze Teresy Kulak koncentrują się wokół zagadnień związanych z:
- dziejami Polski XIX i XX wieku,
- historią ruchu narodowo-demokratycznego na obszarze ziem polskich,
- dziejami polskiej myśli politycznej XIX i XX wieku,
- dziejami politycznymi, społecznymi i narodowymi Śląska od 1740 roku po współczesność,
- dziejami Wrocławia, głównie w czasach pruskich,
- badaniami nad przeszłością i teraźniejszością naukowego środowiska wrocławskiego,
- historią kobiet.

Do jej najważniejszych publikacji naukowych należą:
- Jan Ludwik Popławski – biografia polityczna, 1994
- Wrocław: przewodnik historyczny, 1997
- Syców i okolice od czasów najdawniejszych po współczesność (wraz z Wojciechem Mrozowiczem), 2000  ISBN 83-87299-26-X
- Historia Wrocławia. T. 2, Od twierdzy fryderycjańskiej do twierdzy hitlerowskiej, 2001  ISBN 83-7023-897-1
- Historia Uniwersytetu Wrocławskiego 1702–2002 (wraz z Mieczysławem Paterem, Wojciechem Wrzesińskim), 2002 ISBN 83-229-2312-0

## Ordery i odznaczenia
- Krzyż Kawalerski Orderu Odrodzenia Polski (30 października 1998)[1]